# 南傘鎮
南傘鎮是中國雲南省臨滄市鎮康縣的縣治，也是中國與缅甸果敢接鄰的口岸鎮。2005年，中國为加強與果敢的交流，將鎮康縣縣城由凤尾镇遷至南傘鎮，大力建設南傘。“南伞”是傣语音译，意为送公主出嫁之地。南伞西南部和缅甸的果敢接壤，国境线37.358公里，南伞口岸是中緬边民互市口岸。
由于南伞位于中缅交界，与缅甸果敢相邻，因2009开始的战事，南伞及其它与果敢地区交邻的地区开始设置难民营，收容逃避战事的果敢地区民众。
云南地方政府在位于南伞展览中心等开阔地设置南伞难民营。

## 行政区划
南傘鎮下辖以下地区：
新城社区、德胜社区、南伞村、田坝村、白岩村、户育村、红岩村、营盘村、热水河村、茶山村、甘塘村、班龙村、哈里村、轩岗村、麻栗坪村和道水村。